# 에리크 1세

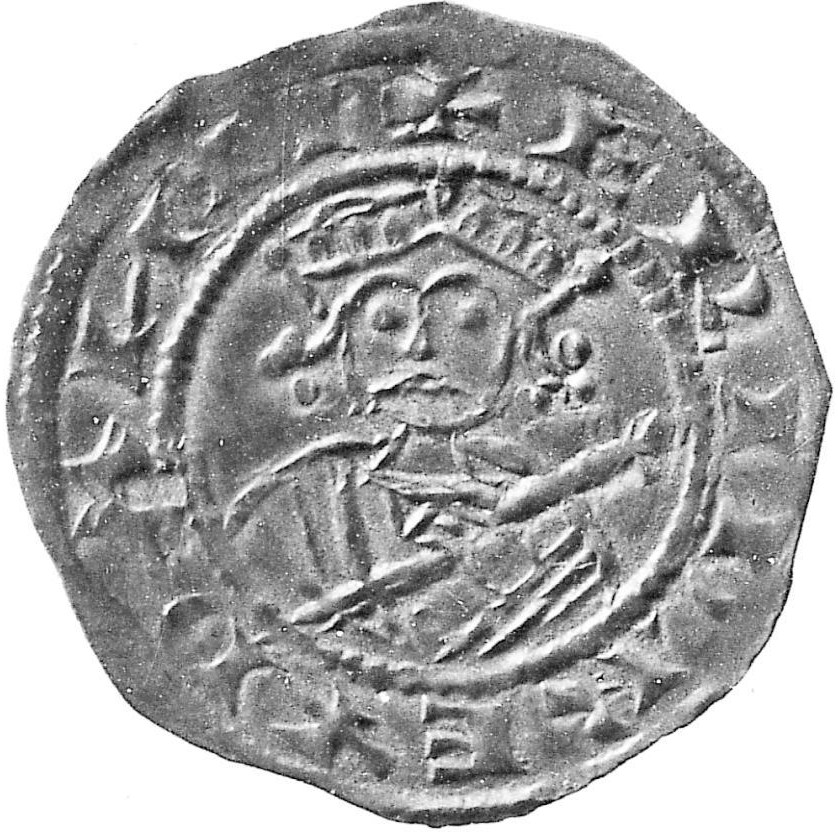
에리크 1세 시대에 발행된 동전

에리크 1세(덴마크어: Erik I, 1060년경 ~ 1103년 7월 10일)는 덴마크의 국왕(재위: 1095년 ~ 1103년)이다. 선왕(덴마크어: Ejegod 에예고드[*])이라는 별칭으로 부르기도 한다.

## 생애
에스트리센가(Estridsen) 출신이다. 셸란섬 북부에 위치한 슬랑에루프(Slangerup)에서 스베인 아스트리다르손(스벤 2세) 국왕의 아들로 태어났다.
자신의 이복형인 크누드 4세가 덴마크의 국왕으로 있던 동안에는 한때 크누드 4세의 열렬한 지지자였지만 나중에 크누드 4세에 대한 반란에 가담하게 된다. 이 과정에서 크누드 4세 국왕은 오덴세에서 살해당하고 만다. 크누드 4세의 뒤를 이어 올라프 1세가 덴마크의 국왕으로 즉위했지만 올라프 1세의 재위 기간은 짧았다.
1095년 몇 차례에 걸친 덴마크 의회의 심의 끝에 에리크 1세가 덴마크의 국왕으로 즉위했다. 에리크 1세가 덴마크의 국왕으로 즉위하면서 올라프 1세 국왕의 재위 기간 동안에 덴마크에서 있었던 기근이 종식되었기 때문에 덴마크 국민들로부터 하느님이 보내준 선왕이라는 별칭을 받았다.
에리크 1세는 비보르 의회에서 자신이 성지 순례에 나서게 되었음을 선언했다. 에리크 1세는 제1차 십자군이 예루살렘을 정복한 이후에 최초로 성지 순례에 나선 최초의 군주가 되었다. 비잔티움 제국의 황제의 초청을 받은 에리크 1세는 자신의 아내인 보딜 투르고트스도테르(Boedil Thurgotsdatter)와 함께 러시아를 경유하여 콘스탄티노폴리스에 이르는 장거리 여행을 떠나던 도중에 병을 얻었다. 에리크 1세는 1103년 7월 키프로스 파포스에서 사망하면서 그 곳에 매장되었다. 그의 아내인 보딜 또한 병을 얻어 예루살렘에서 사망했으며 올리브 산 기슭에 안치되었다.
에리크 1세는 보딜 왕비와의 사이에서 아들인 크누드 라바르(Knud Lavard)를 낳았다. 크누드 라바르는 1131년 1월 7일에 덴마크의 왕위 계승자 결정 과정에서 경쟁 관계에 있던 에리크 1세의 조카이자 덴마크의 닐스 국왕의 아들인 스웨덴의 망누스 1세 국왕에게 살해당했다. 후에 손자 발데마르는 덴마크의 국왕이 된다.

## 사진

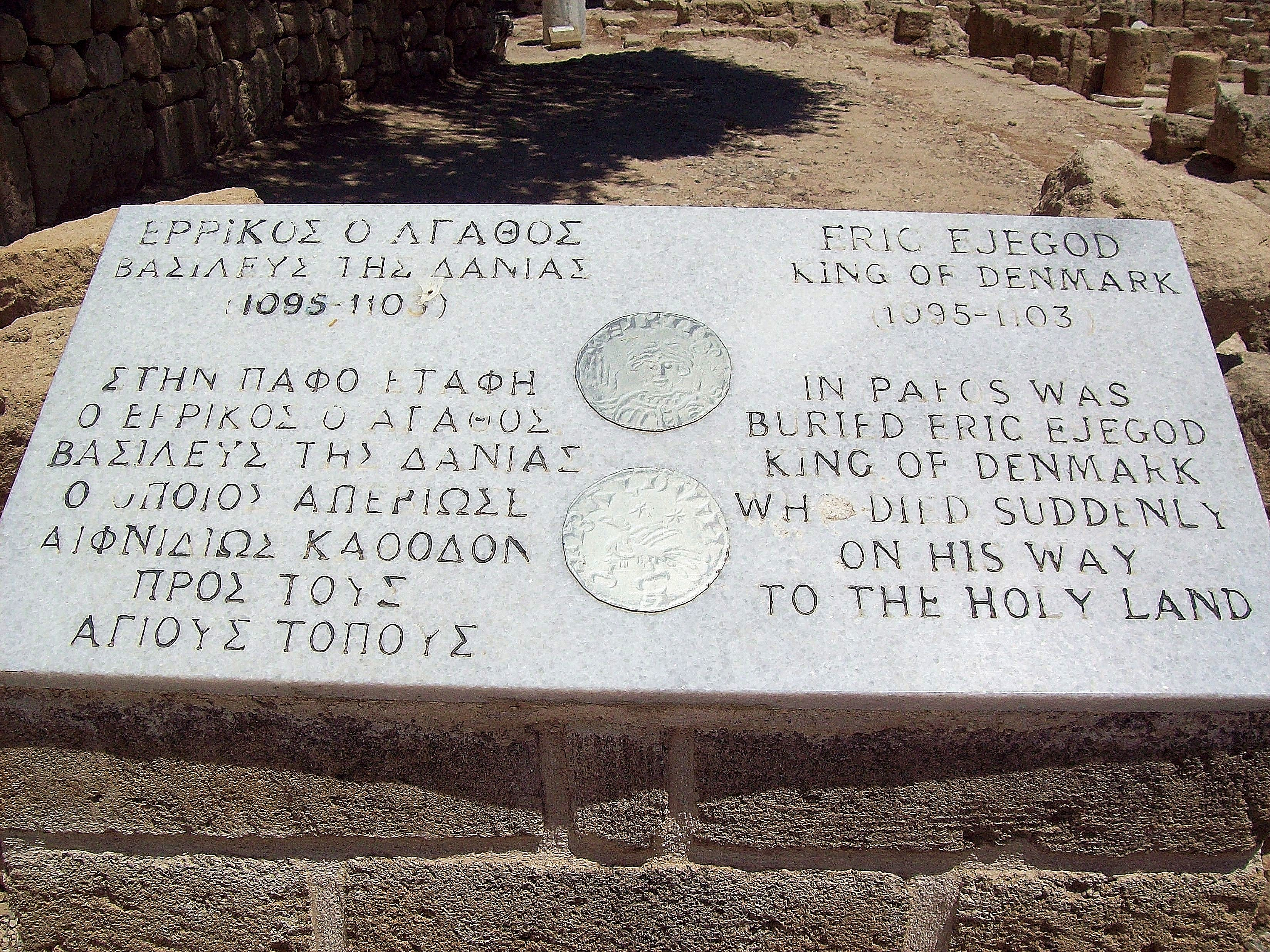
키프로스 파포스에 설치된 에리크 1세 기념비

## 같이 보기
- 시구르 1세